# Aphareus rutilans
Aphareus rutilans is een straalvinnige vis uit de familie van snappers (Lutjanidae), orde van baarsachtigen (Perciformes). De vis kan een lengte bereiken van 110 centimeter.

## Leefomgeving
Aphareus rutilans is een zoutwatervis. De soort komt vooree in tropische wateren in de (Grote, Atlantische en Indische Oceaan). De diepteverspreiding is 100 tot 330 meter.

## Relatie tot de mens
Aphareus rutilans is voor de visserij van aanzienlijk commercieel belang. In de hengelsport wordt er weinig op de vis gejaagd.